# Volta Redonda
Volta Redonda, amtlich Município de Volta Redonda, ist eine Großstadt im brasilianischen Bundesstaat Rio de Janeiro. Die Bevölkerung wurde zum 1. Juli 2018 auf 271.998 Einwohner geschätzt, die auf 182 km² (davon 82 km² urban) leben. Die Stadt liegt rund 130 km nordwestlich der Hauptstadt Rio de Janeiro.
Der Name der Stadt stammt vom kurvenförmigen Verlauf des Flusses Paraíba do Sul, an dem die Stadt erbaut wurde.
Die Nachbargemeinden von Volta Redonda sind Barra do Piraí, Barra Mansa, Pinheiral, Piraí und Rio Claro.
Volta Redonda ist Sitz des Bistums Barra do Piraí-Volta Redonda.

## Entwicklung und Wirtschaft

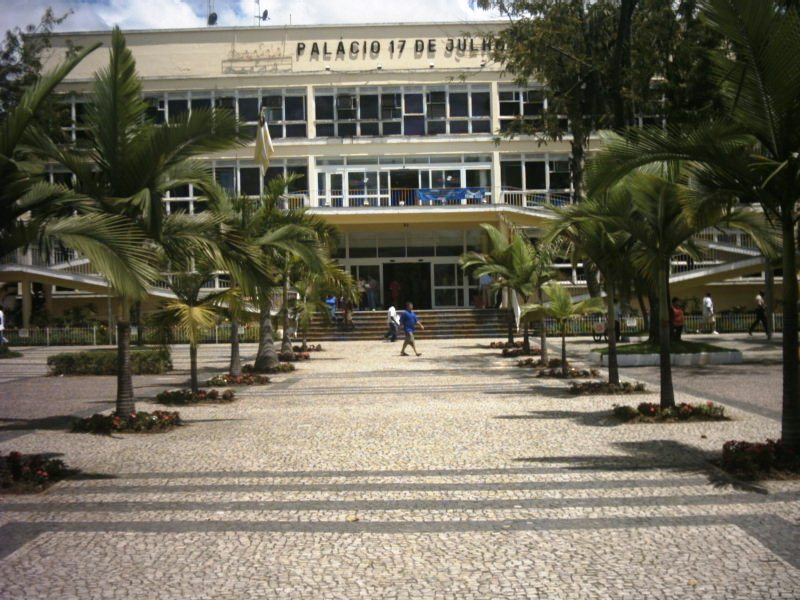
Gebäude der Stadtverwaltung von Volta Redonda

Gründungszeremonie 1955

Volta Redonda liegt im Vale do Paraíba, einer der wirtschaftsstärksten Regionen in Brasilien. Seit etwa Mitte des 18. Jahrhunderts wurde in der Region Landwirtschaft betrieben. Ursprünglich Kaffeeanbau, nach der Abschaffung der Sklaverei im Jahre 1888 vermehrt Viehzucht. Der Fluss spielte hier als Transportweg eine besondere Rolle.
Die Stadt in ihrer heutigen Form nahm ihren Anfang 1941, als die Companhia Siderúrgica Nacional (CSN) beschloss, Volta Redonda zum Stahlproduktionsort zu machen. Der durch den Zweiten Weltkrieg erhöhte Stahlbedarf war hierzu die Motivation. Die Stadt wurde in dieser Zeit vornehmlich am Reißbrett entwickelt. Der Ort zählte 1940 nur knapp 3000 Einwohner; 1970 waren es bereits rund 125.000.
Die Gründung erfolgte durch Ausgliederung aus Barra Mansa zum 17. Juli 1954, nach den erforderlichen Wahlen zur Stadtpräfektur und Stadtrat fand die Installation als Munizip am 7. Februar 1955 statt.
Seit der Privatisierung der CSN 1993 verlor die Stahlproduktion aber an Bedeutung und eine Diversifikation setzte ein. Handel und Dienstleistungen spielen heutzutage eine größere Rolle.

## Bauwerke
- Estádio General Sylvio Raulino de Oliveira

## Geboren in Volta Redonda
- Cláudio Adão (* 1955), Fußballnationalspieler
- Edivaldo (1962–1993), Fußballspieler
- Luíz Antônio dos Santos (1964–2021), Marathonläufer
- Luis Robson (* 1974), Fußballspieler
- Wellington Lope (* 1979), Fußballspieler
- Vanessa Giácomo (* 1983), Schauspielerin
- Felipe Melo (* 1983), Fußballnationalspieler
- Thiago Cunha (* 1985), Fußballspieler
- Thiago Pereira (* 1986), Schwimmer
- Douglas da Silva Vieira (* 1987), Fußballspieler
- Dedé (* 1988), Fußballspieler
- Dudu Lima (* 1988), Fußballspieler
- Jeffinho (* 1999), Fußballspieler